# Evita, vida y obra de Eva Perón
Este artículo se refiere a una historieta. Para leer el artículo sobre Eva Perón, véase Eva Perón
Evita, Vida y Obra de Eva Perón es una historieta biográfica de Héctor Germán Oesterheld (guion) y Alberto Breccia (dibujo), que relata la vida de Eva Perón.

## Historia editorial
La historieta fue escrita por Oesterheld a continuación de otra dedicada al Che Guevara y realizada también junto a Breccia, Vida del Che, y estaba prevista como parte de una serie de historietas dedicadas a importantes figuras latinoamericanas. Sin embargo, dicho proyecto se vio frustrado. Al salir a la venta la historieta del Che Guevara la misma fue retirada de circulación y sus ejemplares destruidos por la dictadura cívico-militar autotitulada como "Revolución Argentina" (1966-1973), y los restantes proyectos cancelados. La historieta de Evita ya tenía guion y Breccia ya había realizado los dibujos, pero no se finalizó. 
Años después se le propuso a Breccia realizar una versión diferente, con otro guionista. Aunque utilizaba los mismos dibujos, era políticamente neutra y tenía colores e impresión de baja calidad. 
Sin embargo, durante el 2002 el editor Javier Doeyo encontró por casualidad en la casa de Breccia (muerto en 1993) una copia del guion original de Oesterheld. Con la aprobación de las viudas de ambos artistas rescató los dibujos originales en blanco y negro, y les colocó los guiones originales. 
El guion original recibió un par de correcciones menores, tales como indicar el destino final del proyecto del Hospital de Niños (que fue abandonado, tomado como hogar por indigentes, conocido como Albergue Warnes y finalmente demolido en 1991) o el paradero del cuerpo de Evita (extraviado en aquel entonces, pero que a la fecha de la edición ya se encontraba en el cementerio de la Recoleta). 
El libro que recrea así la historieta originalmente concebida por Oesterheld y Breccia fue editado por Doedytores en el 2002. Durante el año 2007 se la editó en la "Biblioteca Clarín de la Historieta", junto a Vida del Che.

## Descripción
La historieta describe, a modo de biografía, la vida de Evita desde su nacimiento hasta su muerte. La misma está escrita desde un punto de vista profundamente peronista y partidario, así como también crítico con los militares y los opositores. 
La historieta no utiliza los métodos habituales del género para el relato. No hay globos de texto para indicar lo que los personajes "dicen" o "piensan", ni se sigue una acción de forma secuencial entre una viñeta y otra. En cambio, se relata en tercera persona la vida de Eva Perón y los dibujos se limitan a ilustrar las situaciones descriptas.